# 那珂郡 (福岡縣)
那珂郡（日语：／ Naka gun */?）是過去位于日本福岡縣的郡，已於1896年2月26日與御笠郡、席田郡合併為筑紫郡。
當時管轄的町村大部分已被併入福岡市，另有春日村已升格為春日市。

## 歷史

### 年表
- 1889年4月1日：實施町村制，那珂郡下設：春日村、南畑村、岩戶村、安德村、堅粕村、豐平村、千代村、住吉村、那珂村、三宅村、曰佐村、八幡村、警固村。
- 1896年2月26日：與御笠郡、席田郡合併為筑紫郡。